# Souvenir (Lindberg)
Souvenir is een compositie van Magnus Lindberg.
Hij schreef het werk voor het New York Philharmonic, alwaar hij van 2009 tot 2012 de huiscomponist was. Hij schreef het echter niet voor het "grote" orkest, maar voor een ensemble, bestaande uit leden van dat symfonieorkest. Hij voltooide het in september 2010 en het lag in november 2010 al op de lessenaar van diverse orkestleden van het NYP onder leiding van Alan Gilbert.
Souvenir werd gezien als een hommage van Lindberg aan twee docenten van hem: Gerard Grisey en Franco Donatoni. Een werk van Grisey Quatre chants pour franchir le seuil begeleidde Souvenir tijdens haar première. Het platenlabel Ondine en de componist zagen in Souvenir een stap richting het schrijven van een symfonie want het had de kenmerken van dat genre. Lindberg schreef over het werk dat de nadruk lag in het tweede (in de symfonie trage, uitdiepende) deel, maar dat het voor die uitdieping te veel uit de hand loopt.  
Orkestratie:
Lindberg schreef dit werk voor het orkest dat het midden houdt tussen kamerorkest en symfonieorkest. Van alle instrumenten, die men normaal aantreft binnen het symfonieorkest is er maar één voorgeschreven, de hoorns en percussie daargelaten. De klank is navenant. Meestal schreef Lindberg fors klinkende klassieke muziek, dit werk is introverter. De samenstelling van het orkest:
- 1 dwarsfluit, 1 hobo, 1 klarinet, 1 fagot
- 2 hoorns, 1 trompet, 1 trombone, 1 tuba
- 2 man/vrouw percussie (die allerlei instrumenten moeten spelen van glockenspiel tot Chinese bekkens), 1 harp, 1 piano
- 1 eerste viool, 1 tweede viool, 1 altviool, 1 cello, 1 contrabas